# 英華分韻撮要

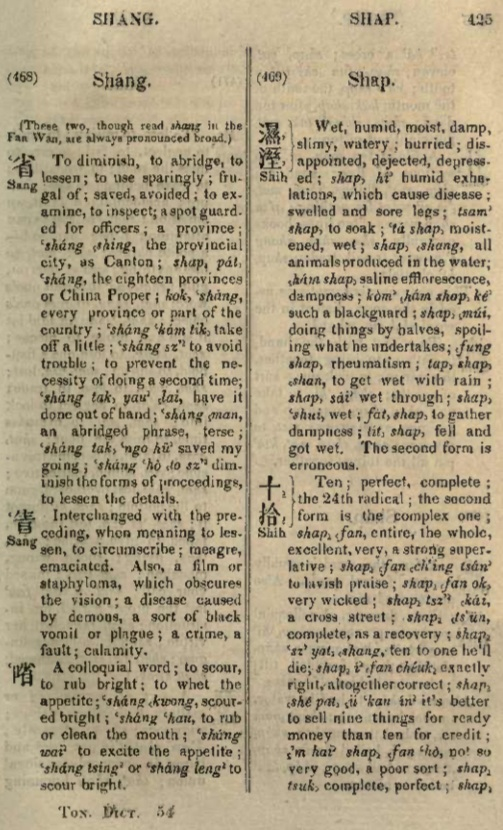
英華分韻撮要一版

英華分韻撮要（A Tonic Dictionary of the Chinese Language in the Canton Dialect）是一部英文解釋的粵語字典，為美國人衞三畏所寫，於1856年在廣州出版。
《英華分韻撮要》以《江湖尺牘分韻撮要合集》為底本，按照英式字典的體例和順序編排，除了粵語讀音之外，在每個字頭上還標註了官話讀音。